# 2019年对文翠珊内阁的不信任动议
2019年对文翠珊内阁的不信任动议（英語：2019 motion of no confidence in the May ministry）于2019年1月16日議決，最终以325票反对，306票赞成得到否决，文翠珊内阁得以保住政權。
1月15日，英国下议院以202票支持、432票反对，共計230张多数票驳回英国首相文翠珊所提呈的脱欧协议。文翠珊政府无法取得脱欧所需的有意义投票之余，230张多数票亦是英国95年以来所见的最大国会败局。工党领袖兼英国国会反对党领袖杰里米·科尔宾随后立即提呈对文翠珊政府的不信任动议。动议获所有反对党支持，保守党及民主统一党则持反对立场。结果出炉之后，文翠珊寻求与各党领袖进行单独会面，以讨论如何继续进行脱欧程序。工党领袖科尔宾对此表示拒绝，他称除非文翠珊能够保证“无条件脱欧”（no-deal Brexit）不会发生，否则不会与她会面。除了科尔宾之外，其他政党领袖皆同意会面。

## 背景
2018年12月，保守党国会议员进行了对文翠珊的党内不信任动议投票，是次动议举行主要是因为党内持欧洲怀疑主义的国会议员反对文翠珊所提出的脱欧协议，他们认为该协议就愛爾蘭邊境保障措施方面的倡议牺牲了英国对其边境的管控权。此倡议允许北爱尔兰在英国脱欧后留在欧盟关税同盟内，以此避免在北爱尔兰与爱尔兰共和国之间兴建实际边界。尽管文翠珊以83票的多数票赢下不信任动议，但她在大势显明、即脱欧协议将被下议院否决后，将提呈协议的时间推迟至次年。她原订于12月提呈脱欧协议让国会进行辩论与表决。
12月17日，工党领袖科尔宾在文翠珊宣布将推迟提呈脱欧协议后，随即提呈对文翠珊的不信任动议。隔天，政府拒绝让出时间让国会辩论动议，议长約翰·伯考称他们并没有义务这么做。
国会之后在2019年一月对脱欧协议进行了辩论，15日对该项由文翠珊提呈的脱欧协议进行表决。下议院投票结果为202票支持通过协议，432票反对通过协议，协议遭到否决，230票的多数票亦是英国国会95年以来所见的最大国会败局。结果公布后文翠珊对国会发表讲话，她表明自己欢迎对她的内阁所提呈的不信任动议，并且会确保国会在第二天有充裕时间辩论动议。科尔宾随即提呈不信任动议，并寄望能借此触发闪电大选。

## 进程
英国下议院领袖利雅华称16日下议院进行了首相答问环节后，将在下午就动议辩论，并预计在晚上7時就不信任动议投票。
根据英国定期国会法，此次动议题为“下议院对女皇陛下的政府不持有信任”（That this House has no confidence in Her Majesty's Government.）。除科尔宾提出动议之外，动议亦获苏格兰民族党国会领袖伊恩·布萊克福德、自由民主党领袖温斯·凯博、威尔士党议会领袖罗柏兹、绿党议员卡罗琳·卢卡斯及工党党鞭尼克·布朗附议，另有38名国会议员也签署了动议。

## 动议结果
动议以306票对325票遭到驳回，票数差额仅19票。十名北爱尔兰民主统一党议员及独立议员西尔维亚•赫蒙投下反对票，意即支持时任内阁。其他英国下议院政党皆支持工党所提出的动议，亦有几位独立议员投下支持票，其中包括了贾里德·奥马拉及史蒂芬·罗伊德。三名前工党、现独立议员缺席投票，另工党议员保罗·弗林因健康问题缺席投票。
| 不信任动议         | |                                    |
| 投票日 →           | 投票日 → | 2019年1月16日                      |
| 通过动议所需票数 → | 通过动议所需票数 →                                                                                           | 318票（共635名国会议员拥有投票权） |
|                    | 支持 - • 工党 (251) - • 苏格兰民族党 (35) - • 自由民主党 (11) - • 威尔士党 (4) - • 绿党 (1) - • 独立议员 (4) | 306 / 635                          |
|                    | 反对 - • 保守党 (314) - • 民主统一党 (10) - • 独立议员 (1)                                                   | 325 / 635                          |
|                    | 缺席投票 - • 工党 (1) - • 独立议员 (3)                                                                       | 4 / 635                            |
| 资料来源: Hansard  | |                                    |

## 后续
不信任动议结果出炉之后，特蕾莎·梅告诉下议院议员，她将“继续致力于向这个国家的人民兑现庄严承诺的公投结果并离开欧盟”。她要求与各政党领导人举行会议，讨论如何继续脱欧进程。作为回应，反对派领导人杰里米·科尔宾要求梅确保不会无协议脱欧，同时呼吁下议院议员应要求政府“一劳永逸地解决无协议脱欧，避免灾难性后果”。该呼吁降低了苏格兰民族党支持无协议脱欧的可能性。
特蕾莎·梅当晚（16日）22点于唐宁街向全国发表声明。她敦促下议院议员“将自身利益放在一边”和“建设性地共同努力”，以完成英国退欧方案。
次日（17日），据报财政大臣菲利普·哈蒙德之前在星期二（15日）晚上9点30分与主要公司的高層交谈了一个多小时，随后向他们保证“政府也无意引发无协议脱欧”，同时指出“後座議員动议也可迫使政府延长第50条”，因此“如政府的下一步尝试同样不成功，以上表态会阻止事态恶化。”。
同时，杰里米·科尔宾也提供了工党支持第二次公投的条件。他在一次演讲中断言：“如果政府仍然保持顽固态度，如果出于政党利益而不支持工党的替代方案-同时国家面临无协议脱欧的潜在灾难-那么我们将负责在我们的会议议案中寻求其他选项，选项中包括公投”。同时，他要求工党议院议员在特蕾莎·梅放弃无协议脱欧之前，不应参加任何与政府的脱欧讨论。这是在三位工党议员即希拉里·本恩、伊薇特·库珀和约翰·曼前往内阁办公室会见保守党领袖，并商讨危机解决方案之后，工党做出的决定。